# Jungaktivist

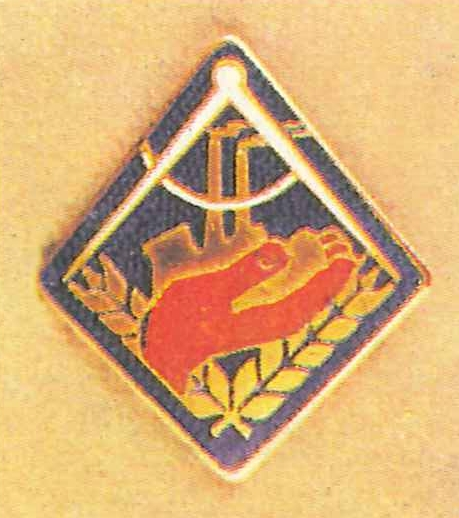
Abzeichen der 1. Form von 1949 bis 1952.

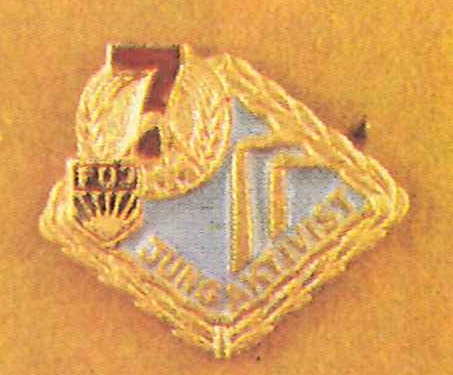
Abzeichen der 2. Form von 1959 bis 1967.

Jungaktivist war in der Deutschen Demokratischen Republik (DDR) eine nichtstaatliche Auszeichnung von FDJ und FDGB, die von 1949 bis 1952 sowie 1959 bis 1990 in Form eines Ehrentitels mit Urkunde plus einer tragbaren Medaille verliehen wurde. 

## Geschichte
Vorläufer des Ehrentitels „Jungaktivist“ war das Abzeichen „Aktivist der Ziegelsteinaktion“. 1952 wurde die Verleihung des Ehrentitels „Jungaktivist“ eingestellt, als Ersatz wurde die Medaille „Für hervorragende Leistungen im Fünfjahrplan“ gestiftet. 1959 wurde die Verleihung dieser Medaille wieder eingestellt und der Ehrentitel „Jungaktivist“ erneuert. 
Der nichtstaatliche Titel Jungaktivist darf nicht verwechselt werden mit den staatlichen Ehrentiteln Hervorragender Jungaktivist oder Aktivist der sozialistischen Arbeit.

## Aussehen und Trageweise der Medaille

### 1. Form (1949–1952)
Das Abzeichen der Jungaktivisten von 1949 bis 1952 in der Erstform hat die Form eines Rhombus und war eine reine Auszeichnung der FDJ. Es war 22,5 mm hoch und 20,5 mm breit. Es zeigt auf weißem Grund eine rosa Hand vor einer rot dargestellten Fabrik mit zwei rauchenden Schornsteinen. Noch 1949 wurde das Abzeichen geringfügig geändert. Es zeigte nunmehr eine rosa Hand auf blauen Grund. Die dritte Fassung, welche bis 1952 verliehen wurde und ebenfalls noch 1949 verwirklicht worden war, zeigte eine rote Hand vor blauen Grund. Das Abzeichen war allerdings 26 mm hoch und 23,5 mm breit. Allen gemeinsam ist die Symbolik von zwei gekreuzten Lorbeerzweigen, die sich am unteren Winkel des Rhombus kreuzen, sowie eines Zirkels, dessen Oberteil in der oberen Spitze des Rhombus zu sehen ist. Die Rückseite war glatt und leer gehalten und zeigte eine waagerecht verlötete Broschiernadel. Die Erstform in ihren verschiedenen Ausführungen ist auf dem heutigen Sammlermarkt ein Unikat und wird dementsprechend hoch gehandelt. 1952 wurde die Verleihung eingestellt und durch die Medaille „Für hervorragende Leistungen im Fünfjahrplan“ vorübergehend ersetzt.

### 2. Form (1959–1967)
1959 wurde das Abzeichen Jungaktivist als alleinige FDJ-Auszeichnung erneuert und in dieser Form bis 1967 verliehen. Es zeigte nunmehr erneut einen Rhombus, war 23 mm breit und 20 mm hoch. Seine Mitte war blau emailliert und zeigte zwei rauchende Schornsteine mit der Umschrift JUNGAKTIVIST. Umrahmt wird der Rhombus dabei von zwei unten gekreuzten Lorbeerzweigen, die am oberen linken Rand das FDJ-Symbol sowie das Zeichen des Siebjahrplans mit einer rot emaillierten 7 zeigen. Die Rückseite war glatt und leer gehalten und zeigte eine waagerecht verlötete Broschiernadel.

### 3. Form (1967–1976)
Die von 1967 bis 1976 verliehene Form der vergoldeten Medaille, ebenfalls eine Kreation der FDJ, mit einem Durchmesser von 30 mm zeigt auf ihrem Avers das FDJ-Symbol, vor dem ein Zirkel abgebildet ist. Dessen Zirkelspitzen ruhen auf einem symbolisierten Zahnrad. Dieses Zahnrad geht dann beidseitig in einen Ährenzweig über. Das Revers der Medaille zeigt hingegen die vierzeilige Aufschrift SOZIALISTISCH / ARBEITEN / LERNEN / LEBEN. Getragen wurde die Medaille an der linken oberen Brustseite des Beliehenen an einer blau emaillierten, goldumrahmten Spange mit der gold gehaltenen Inschrift JUNGAKTIVIST

### 4. Form (1977–1990)
Die letzte Form der Medaille, welche gemeinsam vom FDGB sowie der FDJ von 1977 bis 1990 verliehen wurde, besitzt einen Durchmesser von 31,5 mm, besteht aus Buntmetall, ist ebenfalls golden und zeigt auf ihrem Avers mittig das Bildnis eines Mannes mit Schutzhelm sowie einer davorstehenden jungen Frau mit Kopftuch. Im Hintergrund sind Industrieanlagen sowie landwirtschaftliche Produktionsbetriebe zu erkennen. Unter dem Porträt ist halbkreisförmig die erhaben geprägte Aufschrift JUNGAKTIVIST zu lesen. Das Revers zeigt hingegen die sechszeilige Aufschrift FÜR / HERVORRAGENDE / LEISTUNGEN / IM / SOZIALISTISCHEN / WETTBEWERB. Getragen wurde die Medaille an der linken oberen Brustseite an einer emaillierten mintgrünen, goldumrahmten und plastebeschichteten Spange, die an ihren Rändern einen roten emaillierten Saum aufzeigt. In der Mitte der Spange sind zusätzlich in gold gehalten die Symbole der FDJ sowie des FDGB zu sehen.